# Фаховий коледж інженерії та управління Державного університету "Київський авіаційний інститут"
Фаховий коледж інженерії, управління та землевпорядкування Державного університету "Київський авіаційний інститут" (КІУтЗ КАІ)  — відокремлений структурний підрозділ університету згідно з Указом Президента України від 11.09 2000 р. та наказом Міністерства освіти і науки України від 30.10.2000 р. за № 505.

## Історія коледжу
Навчальний заклад був організований як Київський вечірній радіотехнічний технікум 22 червня 1962 року. Пізніше мав назви: Київський технікум засобів зв'язку, Київський технікум радіоелектронного приладобудування, Київський технікум-коледж радіоелектронного приладобудування, Київський промислово-економічний коледж. За час свого існування коледж став одним з провідних вищих навчальних закладів України I-II рівнів акредитації, зокрема, одним з перших розпочав підготовку бакалаврів, та в цілому випустив для народного господарства близько 19 тис. фахівців технічного й економічного напрямів, рівень підготовки яких високо оцінюється роботодавцями. Понад двадцять років мав статус базового навчального закладу у м. Києві.

## Керівництво/адміністрація:

### В.о. директора коледжу:
Параніч Віктор Петрович, кандидат психологічних наук, доцент, викладач вищої кваліфікаційної категорії, педагогічне звання «викладач – методист», «Відмінник освіти України». Автор 17 наукових праць, співавтор двох навчальних посібників, рекомендованих Міністерством освіти і науки України для студентів вищих навчальних закладів, чотирьох патентів на винахід та п’яти патентів на корисну модель.

### Заступник директора з виховної роботи:
Ільченко Алла Анатоліївна, кандидат педагогічних наук, викладач вищої кваліфікаційної категорії, педагогічне звання «викладач – методист», автор більше 25 наукових праць.

### Заступник директора з навчальної роботи:
Яровий Ігор Миколайович, кандидат економічних наук, член-кореспондент Міжнародної академії освіти і науки. Викладач вищої кваліфікаційної категорії, педагогічне звання “викладач-методист”. Автор понад 100 науково-методичних праць.

### Заступник директора з навчально-методичної роботи:
Тандир Лариса Володимирівна, кандидат педагогічних наук, викладач вищої кваліфікаційної категорії, педагогічне звання «викладач-методист», «Відмінник освіти України», автор більше 20 наукових праць.

### Заступник директора з виробничого навчання:
Лещинський Олег Львович, кандидат фізико-математичних наук, доцент.

### Заступник директора з фінансово-господарської роботи:
Бондар Богдан Іванович

## Структура
- Науково-методична рада
- Педагогічна рада
- Адміністративна рада
- Студентська рада

## Спеціальності
- Освітній ступінь БАКАЛАВР (на базі 11-ти класів або  11-ти класів із скороченим терміном навчання)
  - - 123 "Комп’ютерна інженерія"
  - - 193 "Геодезія та землеустрій"
  - - 072 "Фінанси, банківська справа та страхування"
- Освітній-професійний ступінь ФАХОВИЙ МОЛОДШИЙ БАКАЛАВР (на базі 9-ти класів або 11-ти класів із скороченим терміном навчання)
  - - 029 "Інформаційна, бібліотечна та архівна справа"
  - - 061 "Журналістика"
  - - 072 "Фінанси, банківська справа та страхування"
  - - 075 "Маркетинг"
  - - 076 "Підприємництво, торгівля та біржова діяльність"
  - - 081 Право
  - - 121 "Інженерія програмного забезпечення"
  - - 123 "Комп’ютерна інженерія"
  - - 125 "Кібербезпека"
  - - 172 "Телекомунікації та радіотехніка"
  - - 186 "Видавництво та поліграфія"
  - - 242 "Туризм"

## Форма навчання
- денна
- заочна

## Навчальна робота
Для організації підготовки фахівців за різними напрямами та спеціальностями у закладі як структурні підрозділи виокремлюються 8 відділень (факультетів), а саме: 

### Відділення загальноосвітньої підготовки (№1)
Завідувач відділення: Микитенко Тетяна Миколаївна
На відділенні навчаються студенти 1 курсу освітньо-професійного ступеня "Фаховий молодший бакалавр" 

### Відділення інженерії програмного забезпечення (№2)
Завідувач відділення: Кирєєва Анжеліна Анатоліївна
На відділенні навчаються студенти за спеціальністю:
121 Інженерія програмного забезпечення

### Відділення економіки та телекомунікацій (№3)
Завідувач відділення: Кондрашева Олена Миколаївна
На відділенні навчаються студенти за спеціальностями:
072 Фінанси, банківська справа та страхування
076 Підприємництво, торгівля та біржова діяльність
172 Телекомунікації та радіотехніка

### Відділення управління та журналістики (№4)
Завідувач відділення: Гоменюк Віта Анатоліївна
На відділенні навчаються студенти за спеціальностями:
061 Журналістика; 
075 Маркетинг; 
081 Право; 
242 Туризм 

### Відділення комп'ютерної інженерії, кібербезпеки та комп'ютерного дизайну (№5)
Завідувач відділення: Кузьменко Ірина Валентинівна
На відділенні навчаються студенти за спеціальностями:
123 Комп'ютерна інженерія
125 Кібербезпека
186 Видавництво та поліграфія

### Відділення геодезії та землеустрою (№6)
Завідувач відділення: Донець Наталія Василівна
На відділенні навчаються студенти за спеціальністю:
193 Геодезія та землеустрій

### Відділення транспортних технологій та розробки програмного забезпечення (№7)
Завідувач відділення: Ковтун Наталія Володимирівна
На відділенні навчаються студенти за спеціальностями:
121 Інженерія програмного забезпечення
275 Транспортні технології (на автомобільному транспорті)

### Відділення фінансів та менеджменту (№8)
Завідувач відділення: Костенко Галина Іванівна
На відділенні навчаються студенти за спеціальностями:
029 Інформаційна, бібліотечна та архівна справа
072 Фінанси, банківська справа та страхування
073 Менеджмент

Навчання на відділеннях денної та заочної форм навчання за названими спеціальностями та напрямами здійснюється на основі базової, повної середньої освіти та на базі молодшого спеціаліста. Студентам надається можливість упродовж першого і другого курсів навчання отримати повну загальну середню освіту одночасно із здобуттям професійної освіти за відповідною спеціальністю.

## Науково-методична робота
На базі коледжу проведено 8 науково-методичних конференцій, метою яких був аналіз сучасного стану професійної освіти у вищих навчальних закладах I-II рівнів акредитації, економічних та технічних проблем в Україні та пошук шляхів їх вирішення. Тривалий час навчальним закладом видавався науково-педагогічний журнал «Коледжанин».
У позанавчальний час працюють студентські наукові гуртки: «Аналітик», «Радіоелектронік», з програмування, з дослідження «білих плям» в історії України, фізичних досліджень; всього — 12 наукових гуртків, у яких беруть активну участь понад 180 студентів.
На відділенні бакалаврату створено студентське наукове товариство, до якого входять студенти 2-4 курсів і на засіданнях якого доповідаються результати досліджень та вивчаються проблемні питання сучасності.
У співпраці з викладачами НАУ видано 12 навчальних посібників з грифом Міністерства освіти та науки, молоді та спорту України «Рекомендовано Міністерством освіти та науки України як навчальний посібник для студентів вищих навчальних закладів».

## Виховна робота
В коледжі проводиться заходи: Посвята у студенти, День працівників освіти, Осінній бал знайомств, конкурс робіт з природних матеріалів « Осіння рапсодія», Вечірка для закоханих (конкурс на найкращу пару), «Міс коледжу», «Містер коледжу», День сміху, Конкурс пасок та крашанок (до свята Великодня), День Перемоги, святкове вручення дипломів.
На рівні відділень проводяться зустрічі з провідними спеціалістами підприємств на тему «Мій фах», зустрічі з представниками фірм — батьками студентів, екскурсії на підприємства, виставки. Виділяються творчим, інноваційним характером свята «Останніх дзвоників» — цікава форма, добрий гумор, любов та повага до викладачів і коледжу.

## Студентське самоврядування
Складовою частиною виховної роботи є студентське самоврядування, як одна з найважливіших умов залучення студентів до громадської діяльності. Студентська рада контролює навчання і дисципліну студентів, готує обґрунтування щодо відрахування студентів, випускає газету «СтудEnter», проводить радіогазети, організовує КВК, свята «Міс коледжу», «Містер коледжу» та вирішує конфліктні ситуації між студентами. Студенти раз в місяць відвідують Боярський сирітський будинок з концертами, подарунками, любов'ю і почуттям обов'язку.

## Студентський профком
В КІУтЗ НАУ активно працює студентський профком, який забезпечує студентів проїзними студентськими квитками, студентів-сиріт — єдиними квитками, організовує спортивно-масові заходи: «Козацькими шляхами», «Діди Морози», «Юнь Києва обирає здоровий спосіб життя». Проводяться тренінги «Як стати лідером», конкурси профоргів, конференції «Здоровий спосіб життя», «Правове виховання».